# 利萨-德蒙特
利萨-德蒙特，是西班牙加泰罗尼亚巴塞罗那省的一个市镇。总面积22平方公里，总人口14 659人（2013年），人口密度657人/平方公里。